# 171 (число)
171 (Сто сімдеся́т оди́н) — натуральне число між 170 та 172.

## У математиці
- 18-те трикутне число

## В інших галузях
- 171 рік, 171 до н. е.
- NGC 171 — галактика в сузір'ї Кит.